# اشتفان زملر
اشتفان زملر (انگلیسی: Stefan Semmler؛ زادهٔ ۵ مهٔ ۱۹۵۲) قایقران روئینگ اهل آلمان شرقی بود.
وی در مسابقات کشوری و بین‌المللی در مجموع برندهٔ ۷ مدال طلا، ۱ مدال نقره شده‌است.